# Bonnières-sur-Seine
Bonnières-sur-Seine là một xã thuộc tỉnh Yvelines, trong vùng Île-de-France, Pháp, có cự ly khoảng 14 km về phía tây của Mantes-la-Jolie. Đây là một xã công nghiệp.
Người dân địa phương trong tiếng Pháp gọi là Bonniérois.
Các xã giáp ranh gồm: Freneuse về phía đông bắc, Rolleboise về phía đông, Rosny-sur-Seine về phía đông nam, la Villeneuve-en-Chevrie về phía tây nam, Jeufosse về phía tây, về phía bắc, Bennecourt.

## Thông tin nhân khẩu
| 1793 | 1800 | 1806 | 1821 | 1831 | 1836 | 1841 | 1846 | 1851 |
| ---- | ---- | ---- | ---- | ---- | ---- | ---- | ---- | ---- |
| 706  | 752  | 782  | 743  | 800  | 755  | 756  | 802  | 774  |

| 1856 | 1861 | 1866 | 1872 | 1876 | 1881  | 1886 | 1891  | 1896  |
| ---- | ---- | ---- | ---- | ---- | ----- | ---- | ----- | ----- |
| 714  | 809  | 822  | 839  | 930  | 1 028 | 986  | 1 033 | 1 169 |

| 1901  | 1906  | 1911  | 1921  | 1926  | 1931  | 1936  | 1946  | 1954  |
| ----- | ----- | ----- | ----- | ----- | ----- | ----- | ----- | ----- |
| 1 155 | 1 231 | 1 342 | 1 432 | 1 493 | 1 567 | 1 594 | 1 734 | 1 893 |

| 1962                                         | 1968  | 1975  | 1982  | 1990  | 1999  | - | - | - |
| -------------------------------------------- | ----- | ----- | ----- | ----- | ----- | - | - | - |
| 2 250                                        | 2 846 | 3 399 | 3 253 | 3 437 | 3 993 | - | - | - |
| Số liệu kể từ 1962 : dân số không tính trùng |       |       |       |       |       |   |   |   |

## Hành chính
| Danh sách các thị trưởng               |           |                   |      |         |
| Giai đoạn                              | Giai đoạn | Tên               | Đảng | Tư cách |
| tháng 3 năm 2001                       | 2008      | Jean-Marc Pommier | PS   |         |
| mars 2008                              | 2014      | Jean-Marc Pommier | PS   |         |
| Tất cả các dữ liệu trước đây không rõ. |           |                   |      |         |

### Notes, sources et références
1. ↑  http://cassini.ehess.fr/ Dân số trước cuộc điều tra năm 1962
2. ↑  INSEE: Dân số từ cuộc điều tra năm 1962

Bản mẫu:Tổng Bonnières-sur-Seine